# Grenzübergang Morina/Vërmica
Koordinaten: 42° 9′ 22″ N, 20° 32′ 51″ O
Der Grenzübergang Morina/Vërmica (albanisch Vendkalimi kufitar Morinë/Vërmicë, serbisch Гранични прелаз Морина/Врбница Granični prelaz Morina/Vrbnica) befindet sich an der Grenze zwischen Albanien und dem Kosovo.

## Geographie

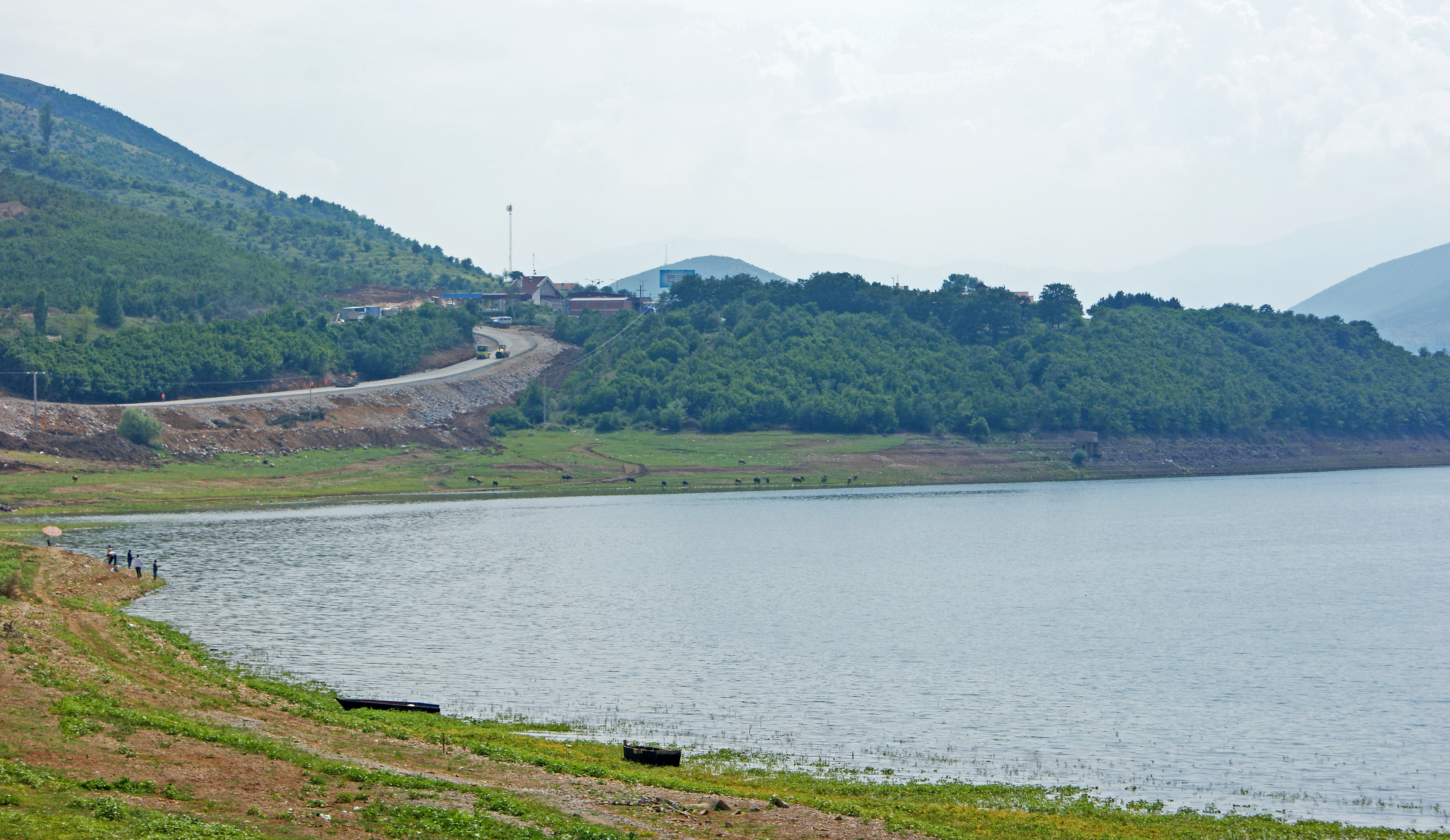
Der Grenzübergang aus dem Kosovo gesehen vor dem Bau der Autobahn im Jahr 2011

Der Grenzübergang befindet sich im Südwesten des Kosovos respektive Nordosten Albaniens im Tal des Weißen Drin zwischen den beiden Bergen Koritnik im Süden und Pashtrik im Norden in der Großgemeinde Prizren. Der Grenzübergang verbindet die Autostrada A1 in Albanien und die Autostrada R 7 im Kosovo.
Benannt ist der Grenzübergang nach den Dörfern Vërmica im Kosovo und Morina in Albanien, welche direkt an der Grenze liegen.

## Wirtschaft

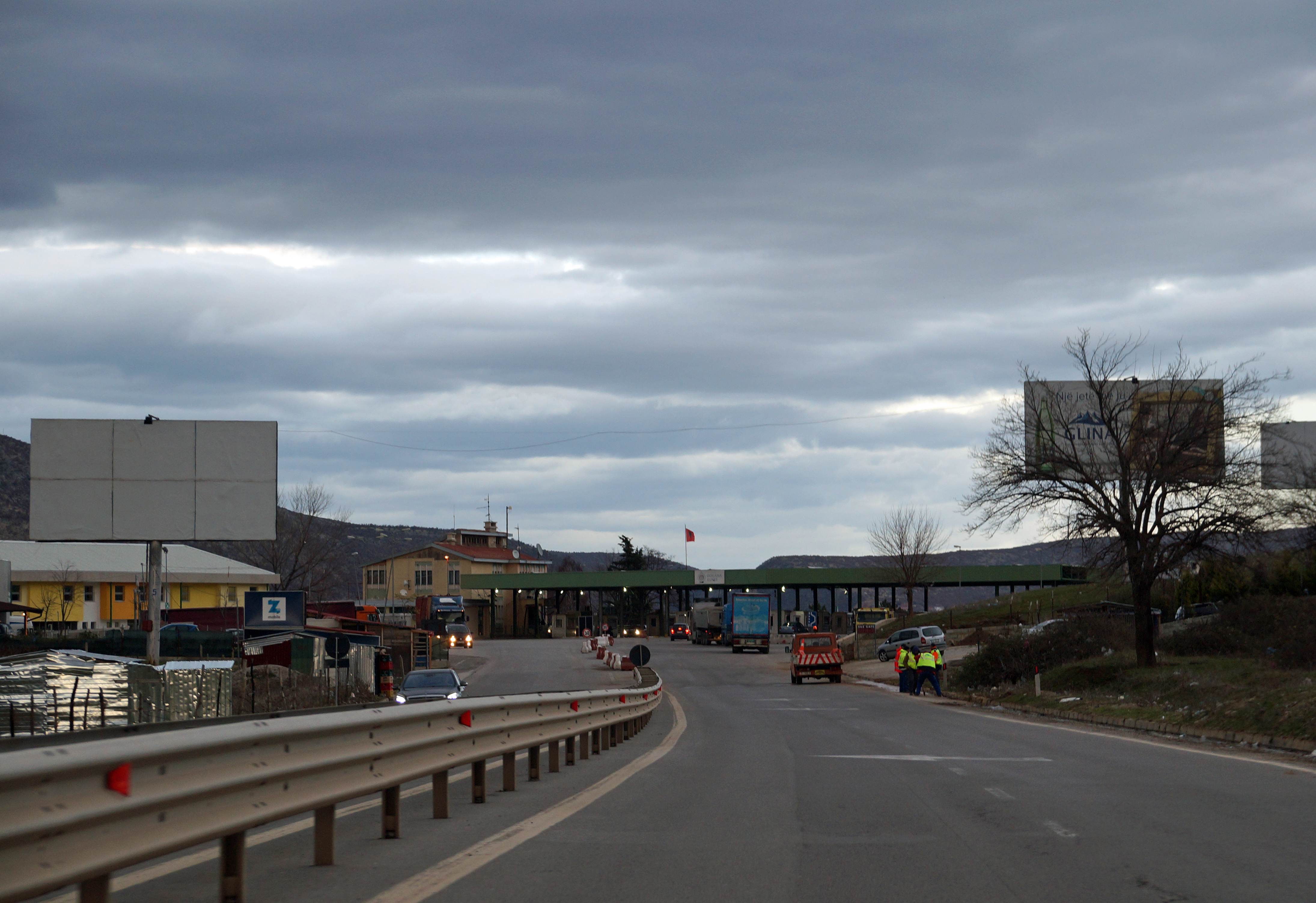
Albanische Seite des Grenzübergangs

Durch den Bau der Straße der Nation (albanisch Rruga e Kombit), der ersten schnellen Straßenverbindung zwischen Kosovo und Albanien, gewann der Grenzübergang an Bedeutung. Über Vërmica läuft der Großteil der Warentransporte zwischen Albanien und Kosovo, und die meisten Reisenden passieren hier die Grenze.

## Kosovokrieg
Während des Kosovokriegs passierten zum Teil pro Tag mehrere Zehntausend albanische Flüchtlinge in Vërmica die Grenze. Damals war Vërmica der einzige Grenzübergang zwischen Kosovo und Albanien. Am 13. Juni 1999 passierten Bundeswehr-Truppen von Albanien aus die Grenze bei Morina, nachdem sich die NATO und Jugoslawien auf einen Abzug der serbischen Truppen aus dem Kosovo geeinigt hatten.